# Île Tristan (Antarktika)
Die Île Tristan (auch bekannt als Tristan Island) ist eine kleine Felseninsel vor der Küste des ostantarktischen Adélielands. Sie liegt 1,3 km westlich der Île Yseult und 300 m nördlich der westlichen Spitze des Kap Jules.
Luftaufnahmen entstanden bei der US-amerikanischen Operation Highjump (1946–1947). Französische Wissenschaftler kartierten sie im Verlauf einer von 1950 bis 1952 dauernden Forschungsreise unter Leitung von Michel Barré (* 1919) und benannten sie in Verbindung mit der Île Yseult nach Tristan, einem Protagonisten aus der Artussage, der insbesondere durch die Oper Tristan und Isolde von Richard Wagner bekannt ist.